# Nådendals prästgård
Nådendals prästgård (finska: Naantalin pappila) är en prästgård i Nådendals centrum i Finland. Prästgården, som uppfördes år 1852, fungerade som Nådendals kyrkoherdens tjänstebostad fram till 2010-talet. Byggnaden representerar klassisk stil och är skyddad. Prästgårdens miljö har bevarats väl. Det finns två ekonomibyggnader vid gården från 1850-talet.

## Den gamla prästgården
Nådendals gamla prästgård låg norr om Nådendals kyrka, delvis på den nuvarande begravningsplatsen. Man har hittat delar av den gamla prästgårdens träbyggnader från 1600-1700-talen i arkeologiska utgrävningar. Området är skyddat av Museiverket.